# فابيان بينيتيز
فابيان بينيتيز (بالإسبانية: Fabián Benítez)‏ هو لاعب كرة قدم باراغواياني في مركز الوسط، ولد في 10 يناير 1983 في انكارناسيون في باراغواي. لعب مع أوداكس إيتاليانو وأوليمبيا أسونسيون وكولو-كولو.

## وصلات خارجية
- فابيان بينيتيز على موقع قاعدة بيانات كرة القدم.إي يو (الإنجليزية)
- فابيان بينيتيز على موقع Soccerway.com (الإنجليزية)
- فابيان بينيتيز على موقع عالم كرة القدم.نت (الإنجليزية)
- فابيان بينيتيز على موقع AS.com (الإسبانية)